# Bradford (New Hampshire)
Pour les articles homonymes, voir Bradford (homonymie).
Bradford est une municipalité américaine située dans le comté de Merrimack au New Hampshire. Selon le recensement de 2010, sa population est de 1 650 habitants dont 356 à Bradford CDP.

## Géographie
La municipalité s'étend sur 35,90 milles carrés (92,98 km2), dont 0,69 milles carrés (1,79 km2) d'étendues d'eau.

## Histoire
La localité est fondée en 1771. Elle est d'abord connue sous le nom de New Bradford puis Bradfordton, en référence à la ville de Bradford dans le Massachusetts,
. Elle devient une municipalité en 1787.